# ナイロン・アンチフリーズ

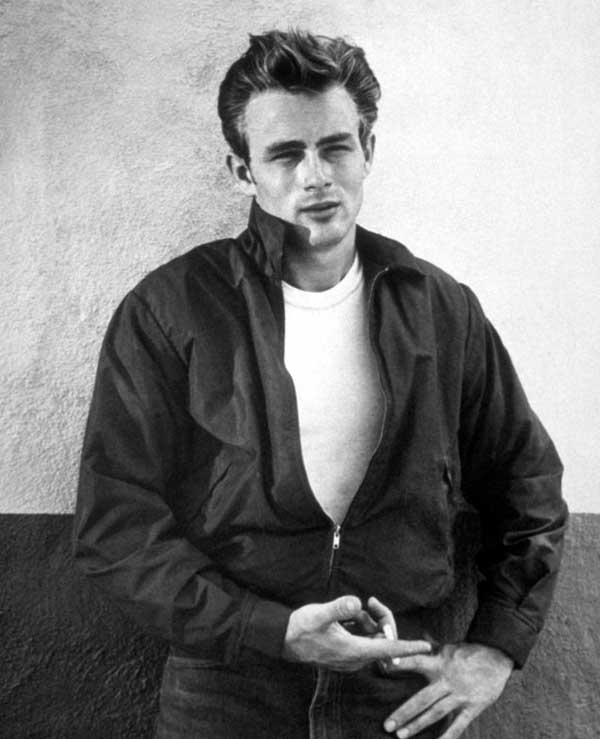
『理由なき反抗』

ナイロン　アンチフリーズ（米: Nylon Anti-Freeze）とは、米マックレガー社製の防寒用スポーツジャケット。ハリントンジャケットの一種。ワーナー・ブラザース映画『理由なき反抗』で、ジェームズ・ディーンが着用した赤いジャケットとして有名。また、「ANTI-FREEZE」（アンチフリーズ）は双日インフィニティ株式会社が2006年に商標を登録している。

## 逸話
- 映画『理由なき反抗』（1955年）でジェームズ・ディーン用の衣裳として用意された。当初、彼は黒の革ジャケットを着る予定だったが、急遽ワーナー・ブラザース初のカラー映画として制作されることが決まったため、カラー映画としてはえる色である赤いジャケットが選ばれた[1]。購入先は、ハリウッドブルーバードにあったMattson'sデパートメントストア。撮影用に2着が購入された。撮影終了後、ジェームズ・ディーンはこの２着のうち1着を友人であった作曲家のレナード・ローゼンマンに譲ったとの記録がある[2]。もう1着の行方は不明である。
- 日本では長い間、同じマックレガー製のゴルフ用ジャケット「ドリズラー」と誤認されてきた。いまだに、雑誌メディア等ではジェームズ・ディーンが「ドリズラー」を着たとの記述がある。DVD等でそれが間違いであることは容易に判別できる。
- 54年当時の値段は22ドル95セント

## ディテール
- オリジナルのマックレガー製品は、表地が光沢のある100％ナイロン製。裏地には防寒用に化学繊維のボアあるいはフリースを使用（50年代当時はナイロンのフリースのみ）。ジッパーはタロン製。後期のものにはチン・ストラップが付くが、映画に使用されたものはチン・ストラップがない。
- 50年代当時のカラー展開は、「ウィンターホワイト」、「エバーグリーン」、「ファイアーブリック」、「ジェット･ブラウン」、「ライトグリーン」、「フラッグ・ブルー」、「ネイビー・ブルー」、「ホリーベリー・レッド」、「チャコール」の9色[3]。
- 50年代当時のサイズ展開は34〜46[3]。